# Флаг Узды
Флаг Узды (бел. Сцяг Узды) — официальный геральдический символ города Узда и Узденского района Минской области, наряду с гербом.

## История
Проект флага Узды и Узденского района, а также Положение о нём утверждены решением Узденского районного исполнительного комитета от 22 января 2009 года № 129. Флаг города Узды и Узденского района утверждён Указом Президента Республики Беларусь № 564 от 1 декабря 2011 года «Об учреждении официальных геральдических символов административно-территориальных единиц Минской области».

## Описание
Флаг города Узды и Узденского района представляет собой прямоугольное полотнище с соотношением сторон 1:2, состоящее из двух равновеликих горизонтальных полос: верхней — голубого и нижней — красного цвета, в центре лицевой стороны которого размещено изображение герба города Узды и Узденского района

## Использование
Флаг города Узда и Узденского района размещается на зданиях органов местного управления и самоуправления Узденского района, а также в залах  заседаний этих органов и служебных кабинетах их руководителей.
Флаг города Узда и Узденского района может размещаться в тех местах, где в соответствии с законодательством предусматривается размещение Государственного флага Республики Беларусь. При одновременном размещении Государственного флага Республики Беларусь, флага города Узда и Узденского района и других флагов, их расположение определяется в соответствии с Законом Республики Беларусь от 5 июля 2004 года «О государственных символах Республики Беларусь».
Флаг города Узда и Узденского района может использоваться также во время государственных праздников и праздничных дней, торжественных мероприятий, проводимых государственными органами и иными организациями, народных, трудовых, семейных праздников и мероприятий, приуроченных к памятным датам.